# Dicrania hirsuta
Dicrania hirsuta är en skalbaggsart som beskrevs av Frey 1970. Dicrania hirsuta ingår i släktet Dicrania och familjen Melolonthidae. Inga underarter finns listade i Catalogue of Life.